# Добровольський Петро Михайлович
Добровольський Петро Михайлович (1871–1910) — український архівіст, краєзнавець, управитель Чернігівської губернської архівної комісії.

## Біографія
Народився 16 січня 1871 р. в у сім'ї диякона в с. Яриловичі Городнянського повіту Чернігівської губернії. Навчався у Чернігівському духовному училищі, а потім у семінарії, яку успішно закінчив в 1894 р. Службову діяльність розпочав у церковному відомстві. Був псаломником в Іллінській церкві, а потім вступив на службу до Чернігівської духовної консисторії. Був особистим секретарем трьох вікаріїв чернігівської єпархії — Євфімія, Михаїла та Філіппа.1903 служив у Чернігівській казенній палаті, звідки звільнився через конфлікт із керівництввом, пов'язаний з питаннями охорони місцевих пам'яток старовини. Викладав у церковно-парафіяльних школах на Чернігівщині. Служив у конторі губернської земської лікарні. Гласний (з 1905), секретар (1906—10) Чернігівської міської думи. Член (з 1899), управитель справ (з 1902) Чернігівської губернської вченої архівної комісії.
Учасник 12-го (Харків, 1902) та 13-го (Катеринослав, нині м. Дніпропетровськ, 1905) Всеросійського археологічних з'їздів. Один з організаторів 14-го Всеросійського археологічного з'їзду в Чернігові (1908). Вивчав та публікував документи архівів чернігівських установ.
Ініціатор створення в Чернігові церковно-співочого благодійного товариства. В груд. 1909 передав власну бібліотеку Чернігівській губернській вченій архівній комісії. За його редакцією підготовлені та видані «Труды черниговского предварительного комитета по устройству XIV Археологического съезда» (1908) та «Каталог выставки при XVI Археологическом съезде» (1908).
Життя Добровольського обірвалося рано. 21 серпня 1910 року він помер на дачі в селі Подусівка і був похований в Чернігові біля Воскресенської церкви. На могилі встановлено металевий хрест. Його пам'ятають і шанують всі, хто вивчає історію рідного краю.

## Наукова діяльність
Перші його історичні дослідження належать до періоду служби в консисторії. Потім Петро Михайлович досліджує минуле Єлецького монастиря, а про наслідки роботи теж повідомляє у пресі.
Висунув проект об'єднання чотирьох чернігівських музеїв (архівних комісії, губернського земства, єпархіального та міських).
Автор праць з історії Чернігова та Чернігівщини.
- 1898 р. на сторінках «Черниговских епархиальных известий» друкуються його матеріали, присвячених св. Феодосію Углицькому.
- 1900 р. з'являється праця «Царские и патриаршие грамоты, хранящиеся в ризнице Троицкого Архиерейского дома».
- 1903–1904 рр. він звертається до історії Троїцько-Іллінської друкарні, але ця робота, на жаль, залишилася незавершеною.

Багато сил віддав Петро Михайлович організації XIV Археологічного з'їзду, що відбувся в 1908 році у м. Чернігів. До нього історик підготував свою останню роботу «Где находились старинные несуществующие ныне храмы Чернигова». Крім цього, зробив доповіді про печери Єлецького монастиря, іконостас Введенської церкви Троїцького монастиря.